# Marcel Baril
Marcel Auguste André Baril (Laval, 13 novembre 1905 – Saint-Herblain, 29 gennaio 1979) è stato un sollevatore francese che ha gareggiato nella categoria dei pesi piuma.

## Carriera
Prese parte ai Giochi olimpici di Berlino nel 1936, classificandosi al decimo posto. Partecipò inoltre ai campionati mondiali ed europei di Parigi del 1946, piazzandosi rispettivamente all'ottavo e al quinto posto.